# Слепота (филм, 2018)
„Слепота“ (на хинди: अंधाधुन) е индийски филм от 2018 година, криминална комедия на режисьора Шрирам Рагхаван по негов сценарий в съавторство с Ариджит Бисвас, Йогеш Чандекар, Хемант Рао и Пуджа Ладха Сурти.
В центъра на сюжета е млад пианист, който се прави на сляп, но попада в поредица от неочаквани премеждия – започва връзка с жена, на която не смее да признае, че вижда, става неволен свидетел на убийство, продаден е на търговци на органи, от които се опитва да се измъкне. Главните роли се изпълняват от Аюшман Хурана, Табу, Радхика Апте.